# Duron-M
Il Duron-M o Mobile Duron è un microprocessore della Advanced Micro Devices, appartenente alla serie AMD K7 dei Duron, che venne introdotto nel 2001 come famiglia di processori per uso su PC portatili. I vari modelli utilizzano il SocketA/462 e partono da una frequenza lavorativa di 650 MHz fino a raggiungere i 1200, sono per lo più caratterizzati da un minore voltaggio.

## Caratteristiche tecniche
- Frequenza CPU 650/1200 MHz
- Frequenza bus 200 MHz
- Moltiplicatore da 6,5 a 12
- N° pin 453
- Dimensioni 1,95" x 1,95" (4,95 cm x 4,95 cm)
- L1 cache 64KB
- L2 cache 64KB
- Vcore da 1,55V a 1,45V
- Architettura x86
- Socket A/462